# Charles Abouo
Charles Noé Abouo (Cocody, 4 novembre 1989) è un cestista ivoriano con cittadinanza statunitense.

## Carriera
Con la Costa d'Avorio ha disputato tre edizioni dei Campionati mondiali (2010, 2019, 2023) e due dei Campionati africani (2009, 2013).